# Marsici
Marsici (Maršiči in sloveno pronuncia [ˈmaːɾʃitʃi]) è un insediamento (naselje) di 11 abitanti, della municipalità di Capodistria della regione statistica Carsico-litoranea della Slovenia.
L'area faceva tradizionalmente parte della regione storica del Litorale, ora invece è inglobata nella regione Carsico-litoranea.